# Аврелій (ім'я)
Аврéлій (лат. Aurelius) — чоловіче ім'я латинського походження, означаюче «золотий».

## Іншомовні аналоги

### Чоловічі імена
- фр. — Aurélien (Орельєн)

### Жіночі імена
- фр. — Aurélie (Орелі)
- лат. — Aurelia (Аврелія)

## Відомі носії
- Марк Аврелій (121—180) — римський імператор
- Орелі Філіпетті — французький політик